# Lichenochora inconspicua
Lichenochora inconspicua är en lavart som beskrevs av Hafellner 1989. Lichenochora inconspicua ingår i släktet Lichenochora, ordningen Phyllachorales, klassen Sordariomycetes, divisionen sporsäcksvampar och riket svampar.   Inga underarter finns listade i Catalogue of Life.